# Brie Larson
Brianne Sidonie Desaulniers, poklicno znana tudi kot Brie Larson, ameriška filmska igralka, * 1. oktober 1989 Sacramento, Kalifornija, ZDA.
Igrala je Molly v filmu 21 Jump Street: Mladenič v modrem iz leta 2012. Igrala je tudi Envy v filmu Scott Pilgrim proti vsem, pozneje pa je tudi upodobila in igrala Stotnico Marvel v filmu Stotnica Marvel (2019) in drugih Marvelovih filmih. Larson je leta 2015 prejela oskarja za najboljšo igralko za vlogo v filmu Soba.